# Ehrenfried Günther Freiherr von Hünefeld

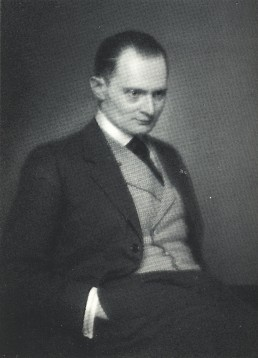
Günther von Hünefeld um 1928; Fotografie von Nicola Perscheid

Ehrenfried Günther Freiherr von Hünefeld (* 1. Mai 1892 in Königsberg i. Pr.; † 5. Februar 1929 in Berlin) war ein deutscher Flugpionier und Dichter. Er initiierte den ersten Ost-West-Flug über den Nordatlantik mit der Junkers W 33 „Bremen“ im Jahr 1928.

## Bedeutung
Hünefeld begeisterte sich bereits als Jugendlicher für die Fliegerei. Im Ersten Weltkrieg, an dem er wegen seiner seit Jugendjahren angeschlagenen Gesundheit nicht als Flieger teilnehmen konnte, wurde er schwer an den Beinen verletzt. Später u. a. im diplomatischen Dienst bzw. Geheimdienst tätig, wurde er ab 1923 Pressereferent beim Norddeutschen Lloyd. Nach dem ersten Ost-West-Atlantikflug unternahm Hünefeld noch 1928 einen Aufsehen erregenden Ostasienflug. Außerdem trat er als Verfasser von Dramen und Gedichten in Erscheinung.

## Leben

### Herkunft
Günther war der Sohn von Julius Freiherr von Hünefeld, dem Spross einer ursprünglich in Hünfeld bei Fulda ansässigen Freiherrenfamilie, die über Thüringen, Sachsen und Schlesien nach Ostpreußen gekommen war. Die Vorfahren hatten ab 1801 bei Puppen in der Johannisburger Heide die Glashütte Adamsverdruß betrieben. Ehrenfried Günthers Vater war Offizier im ostpreußischen Grenadierregiment Kronprinz in Königsberg und besaß dort das Gut Gehland bei Sensburg sowie später Braxeinswalde bei Tharau.

### Kindheit und Jugend

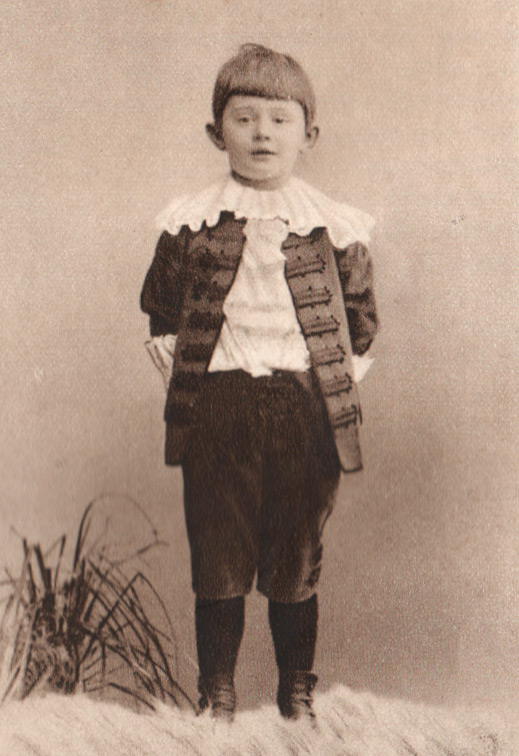
Kinderporträt (1896)

Auf dem linken Auge war Ehrenfried Günther Freiherr von Hünefeld von Geburt an blind, und auf dem rechten Auge konnte er später nur mit Hilfe eines Monokels sehen. Seine frühe Kindheit verbrachte er zusammen mit seinem zwei Jahre älteren Bruder Hans in Eisenach bei Hulda Lachmann (geb. Levinstein), der Großmutter mütterlicherseits, die die Familie in Kontakt mit Künstlern wie dem Schriftsteller Walter Bloem und dem Schauspieler Emanuel Reicher brachte. Der Vater verkaufte das Gut Geland und die Familie siedelte nach Berlin-Südende über, wo sie ein Haus in der Hermannstraße bewohnte. Bereits ab dem 7. Lebensjahr verfasste von Hünefeld eigene Gedichte, die von früher Reife und Frömmigkeit zeugen. Er wurde im Elternhaus durch Hauslehrer Höhne unterrichtet und besuchte dann das Gymnasium in Steglitz, wo er sich sehr der Philosophie zuwandte. Als Kind war er bis auf den Sehfehler noch gesund und sportlich, er erhielt unter anderem auch Fechtunterricht. Er interessierte sich früh für politische Themen wie die russische Revolution, die er 1905 mit dem Gedicht „Die Revolution“ verarbeitete, und den Russisch-Japanischen Krieg. Zu dieser Zeit entwickelte er ein ausgeprägtes vaterländisches Bewusstsein, auch ausgedrückt durch seine Mitgliedschaft im Deutschen Flottenverein und seine Begeisterung für alles Militärische. Er schrieb später: „Über allem aber stand in vielen von uns, ja, ich kann wohl sagen, in den meisten, der Gedanke der Armee und der Erziehung im Heere; denn die deutsche Jugend von damals liebte nichts so sehr wie die Soldaten und sehnte sich danach, einmal selber den bunten Rock tragen zu können.“
Ab seinem 14. Lebensjahr wurde Hünefeld häufig schwer krank. Wegen einer Nephritis musste er mehrfach den Schulbesuch aussetzen und ging schließlich vorzeitig vom Gymnasium ab. Nach Privatunterricht absolvierte er dann noch die Primareife und hoffte, mit diesem Abschluss später Philosophie studieren oder einen Doktorgrad erlangen zu können.

### Der tolle Baron

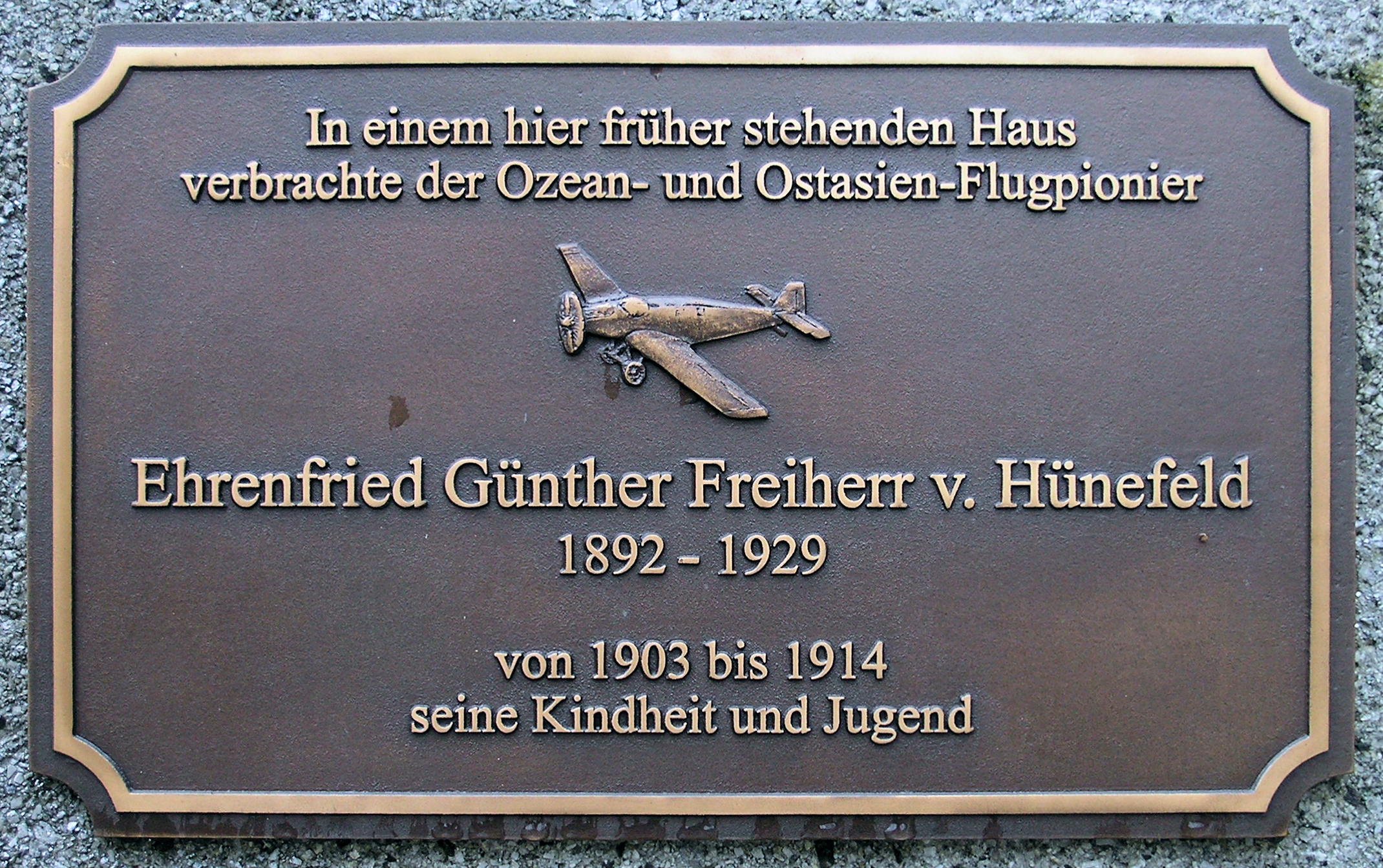
Gedenktafel am Haus Ellwanger Straße 6, in Berlin-Steglitz

Nach dem Ende seiner Schulzeit begann ein rastloses Leben. In den Morgenstunden begeisterte er sich für die Fliegerei auf dem Flugplatz Johannisthal bei Berlin, auf dem viele der Flugpioniere der ersten Stunde ihre Werkstätten hatten und wo er auch eine erste fliegerische Ausbildung erhielt. Das Fliegen mit kleinen Motorflugzeugen wie denen von Farman oder der Rumpler Taube war in Johannisthal nur in den frühen Morgenstunden möglich, da der Platz ab 8 oder 9 Uhr den ungleich größeren Zeppelinen vorbehalten war. Tagsüber besuchte er dann an der Berliner Universität Vorlesungen in Philosophie und Literaturgeschichte oder arbeitete als Dramaturg bei einem Bühnenverlag. Die Abendstunden und Nächte verbrachte er mit Flieger- und Literatenfreunden zumeist im Café Größenwahn am Kurfürstendamm, damals der zentrale literarische Treffpunkt der Stadt. Dort machte er unter anderem Bekanntschaft mit Maximilian Bern, in dessen Zeitschrift Zehnte Muse er erstmals veröffentlichte. Hünefeld sah sich zu dieser Zeit als Teil der Bohème und führte trotz seiner angeschlagenen Gesundheit ein exzessives Leben, das ihm den Beinamen „Der tolle Baron“ einbrachte. Über seinen damaligen Lebenswandel schrieb er: „Wir fliegen! Morgen für Morgen in Johannisthal. Der Schlaf der Nächte? Wer jung ist, braucht keinen Schlaf. Und die Arbeit des Tages – wozu gibt es Zigaretten?; sie halten wach.“

### Kriegsfreiwilliger
Bei Ausbruch des Ersten Weltkrieges am 1. August 1914 meldete sich Hünefeld sofort als Kriegsfreiwilliger, wurde aber zunächst zu einer ärztlichen Untersuchung am 5. August gedrängt, bei der er wegen seiner schlechten Gesundheit aufgrund einer gerade überstandenen Rippenfellentzündung ausgemustert wurde. Der Vater brachte ihn dann beim Roten Kreuz unter, wo es Hünefeld aber nur zwei Tage hielt. Da es in Lankwitz ein Freiwilligen-Kraftfahrerkorps gab, das jeden Nicht-Militärpflichtigen mit eigenem Kraftrad nahm, lieh er sich kurzentschlossen ein Motorrad, absolvierte binnen fünf Tagen in Eilkursen den Führerschein und zog als Kradmelder Ende August 1914 an die Westfront. Hünefeld zeichnete sich durch einige gewagte Fahrten aus und kam bei der raschen Auflösung des Freiwilligen-Korps in Offiziersstellung ohne bestimmten Rang zum Stab der Marinedivision bei Mechelen. Dort wurde er bei einer Meldefahrt am 30. September 1914 durch Schrapnelle schwer verwundet. Verletzungen an beiden Beinen fesselten den jungen Mann beinahe ein Jahr ans Bett und führten zu einer bleibenden Gehbehinderung, da sein rechtes Bein um vier Zentimeter verkürzt war. Aus tiefer Dankbarkeit, dass er seine Beine überhaupt behalten konnte, widmete er seinen ersten Gedichtband „Kleine Liedlein“ von 1916 dem behandelnden Mediziner, Prof. Lerer. Zehn Jahre später ließ sich Hünefeld aus dem Oberschenkel des längeren Beines einen Teil des Knochens entfernen, um die Gehbehinderung zu mildern. Das entnommene Knochenstück diente ihm daraufhin als Knauf seines Gehstockes.
An eine weitere militärische Laufbahn war angesichts seiner Behinderung nicht mehr zu denken und er verwarf weitere Pläne, als Kraftfahrer an die Front zurückzukehren. Stattdessen leitete er für eine Hilfsorganisation die Aufführung eines Theaterstücks zu Gunsten von türkischen Kriegsblinden. Über diesen Auftrag unter der Schirmherrschaft der Herzogin von Meiningen kam er in Kontakt mit dem Auswärtigen Amt, das ihn zu diplomatischen Missionen während einer Balkan-Konzertreise eines deutschen Opernorchesters mit Prof. Carl Clewing, Kammersängerin Emmi Leisner und Thomaskantor Karl Straube verpflichtete.

### Diplomatischer Dienst
Ende 1916 wurde Hünefeld in den diplomatischen Dienst übernommen. Er erhielt eine Einarbeitung in der Berliner Passabteilung und kam dann zum deutschen Konsulat nach Maastricht, wo er Vizekonsul wurde. In dieser Position nahm er geheimdienstliche und propagandistische Aufgaben im Rahmen der Spionageabwehr gegenüber Belgien wahr. Von der englischen Presse wurde er später einer der gefährlichsten Männer des deutschen Geheimdienstes genannt.
Für den kaisertreuen Hünefeld war es jedoch ein herber Schlag, am 10. November 1918 den abgedankten Kaiser Wilhelm II. bei seinem Grenzübertritt in Eysden zu sehen. Als er am 12. November auch den befreundeten Kronprinzen Wilhelm offiziell im niederländischen Exil begrüßen musste, legte Hünefeld sein Amt nieder. Er blieb anderthalb Jahre beim Kronprinzen in Holland im Pfarrhaus von Wieringen auf einer Insel im Wieringermeer. Von dort veröffentlichte er seinen Gedichtband Insel der Verbannung sowie Aufsätze zu politischen Themen in verschiedenen Zeitungen.

### Bremen
1921 kehrte Hünefeld nach Deutschland zurück, wo es ihn wegen des liberalen Geistes nach Bremen zog. Dort arbeitete die Kaufmannschaft zielstrebig am Wiederaufbau einer Handelsflotte, während weite andere Teile Deutschlands noch von politischen Auseinandersetzungen geprägt waren. Hünefeld fand zunächst Anstellung bei einer Verwertungsstelle der Finanzverwaltung Bremen, die beschlagnahmtes Schiebergut verwertete. Er nahm eine Wohnung in der Bremer Rembertistraße, wo er gerne zu gesellschaftlichen Empfängen einlud. Seine Redegewandtheit und sein formvollendetes Auftreten werden gerühmt. Obwohl er sich in Gesellschaft wohlfühlte, ist nichts über private Beziehungen bekannt. Auch seine autobiografisch geprägten Gedichte lassen Liebschaften nur selten vermuten.
Ein Ruf zu einer Stellung als Propagandachef (Pressereferent) beim Norddeutschen Lloyd (NDL) nährte 1923 die Hoffnung, über diese Führungsposition in der Wirtschaft weiterhin patriotisch handeln zu können und im Laufe der weiteren Entwicklung dieses bedeutenden Schifffahrtsunternehmens und dessen Technik wieder in Kontakt mit seiner alten Leidenschaft – der Fliegerei – zu kommen. In den frühen 1920er Jahren steckte die kommerzielle Fliegerei noch in den Kinderschuhen, und die Auflagen des Versailler Vertrages behinderten die technische Entwicklung im Deutschen Reich ungemein. Dennoch arbeiteten viele Firmen und Firmenverbünde über Niederlassungen in der Schweiz, Italien oder Südamerika am Aufbau von Fluglinien und an der Entwicklung leistungsstarker Flugzeuge. Die Öffentlichkeit nahm in diesen Jahren rege Anteil an Rekordflügen wagemutiger Flieger.

### Norddeutscher Lloyd
Zu seinen Aufgaben als Propagandachef beim Norddeutschen Lloyd zählte die Leitung der gesamten Werbung des NDL, an die er die Maßgabe von gediegenem Gehalt in vornehmer und formschöner Ausführung stellte. Hünefeld stand in Kontakt zu vielen wichtigen Entwicklern und Entscheidungsträgern des damaligen Verkehrswesens und der Luftfahrt. Seinem Arbeitstempo und seinem Auftreten in der Gesellschaft soll es nicht anzumerken gewesen sein, dass er seit 1925 an Magenkrebs litt, was zahlreiche Operationen nach sich zog, bei denen u. a. die Hälfte seines Magens entfernt wurde. Gleichwohl hat er diese Erfahrungen in weiteren Gedichten verarbeitet. Er war sich bewusst, dass er dem Krebsleiden schließlich erliegen musste.
Hünefeld hatte insbesondere Visionen von der Steigerung der Langstreckenfähigkeit der Flugzeuge. Interessiert verfolgte er die Entwicklung der Technik auf diesem Gebiet. Der Nordatlantik war schon mehrfach von West nach Ost, also von Amerika nach Europa bezwungen worden. Besonders spektakulär waren der (in mehreren Etappen zurückgelegte) Flug des Flugboots Curtiss NC-4, der erste Direktflug von John Alcock und Arthur Whitten Brown, beides im Jahr 1919, oder der erste Alleinflug von Charles Lindbergh im Jahr 1927. Die Bewältigung der Strecke in umgekehrter Richtung, also von Europa nach Amerika, wie sie bereits den Luftschiffen R34 und LZ 126 gelungen war, galt jedoch für Motorflugzeuge aufgrund der vorherrschenden Winde und Luftströmungen als unmöglich. Hünefeld aber war von der Machbarkeit eines solchen Ost-West-Überfluges überzeugt.

### Transatlantikflug

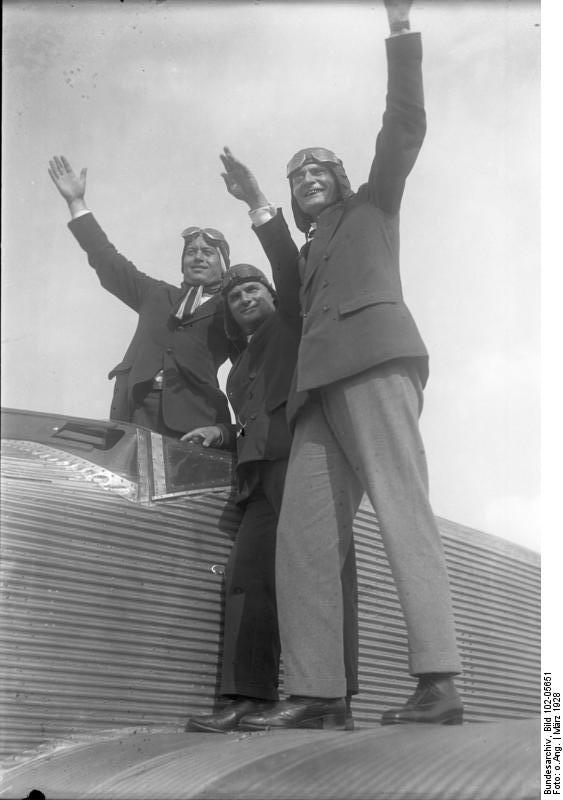
Die Besatzung der Bremen des misslungenen Transatlantikflugs von 1927: Loose, Köhl und Hünefeld

Hünefeld fand in Cornelius Edzard, dem Direktor der Norddeutschen Luftverkehrsgesellschaft, einen ersten Unterstützer und möglichen Piloten eines Rekordfluges. Finanzielle Sicherheit schuf der Bremer Geheimrat Dr. Strube, Inhaber der Darmstädter- und Nationalbank sowie Mitglied des NDL-Präsidiums, der sich aufgrund des „nationalen Interesses“ an dem Projekt beteiligte. Bei den Junkers-Werken in Dessau, die sich mit dem Bau von Langstreckenflugzeugen beschäftigten, kam Hünefeld in Kontakt mit Hermann Köhl, dem Nachtflugleiter der Luft Hansa, der als technischer Berater zur Seite stand. Köhl hat sich seit seiner Zeit als Militärflieger im Ersten Weltkrieg insbesondere um Blindflug und Navigationsflug verdient gemacht und war deswegen prädestiniert für einen Atlantikflug, bei dem über weite Strecken bei Nacht und Wetter ebenfalls nicht auf Sicht geflogen und nur mit Hilfe eines Kreiselkompasses navigiert werden konnte.
Am Ende der Planungen und Beratungen standen Hünefeld zwei Maschinen des Typs Junkers W 33 zur Verfügung, die nach den NDL-Flaggschiffen, den Schnelldampfern Bremen und Europa benannt wurden. Die Maschinen wurden umfassend modifiziert, um den Belastungen eines Atlantikfluges gewachsen zu sein. Als Test für einen Atlantikversuch stellten die Junkers-Werkspiloten Johann Risticz und Fritz Loose mit der Europa zunächst den bis dahin geltenden Dauerflug-Weltrekord ein. Ein erster Atlantikflugversuch fand am 14. August 1927 statt. Allerdings musste sowohl die Bremen mit Köhl, Hünefeld und Loose als auch die Europa mit Edzard, Risticz und dem Journalisten Knickerbocker aufgrund der ungünstigen Witterung umkehren. Die Europa wurde bei der Notlandung auf dem Bremer Flugplatz schwer beschädigt.
Hünefelds Gesundheit wurde zusehends schlechter und obwohl er gerade 34 Jahre alt war, wusste er, dass ihm nicht viel Zeit blieb. Mit Hochdruck arbeitete er an neuen Nordatlantik-Flugplänen. Köhl arbeitete unterdessen an der Verbesserung des Wendezeigers, eines für den Flug unerlässlichen Navigationsinstruments. Doch je länger sich die Vorbereitungen zogen, umso schlechter wurde die öffentliche Wahrnehmung von Rekordflügen, die letztlich in völlige Ablehnung mündete. Grund dafür waren viele gescheiterte Unternehmungen wie ein neuerlicher Überflugversuch Looses und das Scheitern einer irischen Mannschaft, außerdem zahlreiche Opfer bei weiteren Atlantikflugversuchen. Eine Berliner Zeitung schrieb: „Der Ozeanflugrummel, den die Welt in diesem Jahre reichlich zu kosten bekommen hat, ist hoffentlich vorüber. Wenn im Jahre 1928 einmotorige Landflugzeuge noch über dem Ozean zu sehen sein sollten, so sind es nach den entsetzlichen Lehren dieses Jahres Narren oder romantische Selbstmörder, die sie steuern.“
Die Presse stellte auch Hünefeld als schwerkranken Todeskandidaten dar, der sein Leben durch einen sensationellen Freitod beschließen wolle, Köhl dagegen sei das gutmütige Opfer Hünefeldscher Verführung. Nach diesen Angriffen distanzierte sich die Luft Hansa in einer öffentlichen Erklärung von Rekordflugversuchen und versuchte, Köhl von der weiteren Unterstützung des Vorhabens abzuhalten. Auch der NDL hielt sich mit öffentlicher Unterstützung des Vorhabens zurück. Hünefeld musste einen erneuten Flugversuch über den Nordatlantik auf eigenes Risiko durchführen und Geldgeber finden, um das benötigte Flugzeug, die Junkers W 33 Bremen, finanzieren zu können. Zwar stellten auch wieder Lloyd und Hapag Geld zur Verfügung, wollten aber in der Öffentlichkeit nicht genannt werden.
Hünefeld und Köhl zogen als neuen Startpunkt Baldonnel in Irland in Erwägung, von wo aus der Überflugversuch einer irischen Mannschaft stattgefunden hatte. Als in der Presse schließlich Forderungen nach internationaler Ächtung von Langstreckenflügen laut wurden und gesetzliche Verbote zu befürchten waren, brachen Hünefeld und Köhl Ende März 1928 mit der Bremen hastig und heimlich nach Irland auf. Köhl hatte zur Täuschung der Luftpolizei als geplantes Ziel des Fluges Dessau angegeben und wurde deswegen fristlos von der Luft Hansa entlassen.
In Baldonnel fanden Hünefeld und Köhl mit dem dortigen Platzkommandanten James C. Fitzmaurice einen ebenso für die Sache begeisterten Copiloten. Fitzmaurice hatte zu der irischen Besatzung gehört, die 1927 von Baldonnel aus mit einem Überflugversuch gescheitert war. Die Seeflugabteilung der deutschen Seewarte in Hamburg verweigerte den Fliegern den erbetenen Wetterdienst, wofür dann das britische Luftfahrtministerium einsprang, das am 11. April 1928 gute Wetteraussichten für den kommenden Tag prognostizierte.

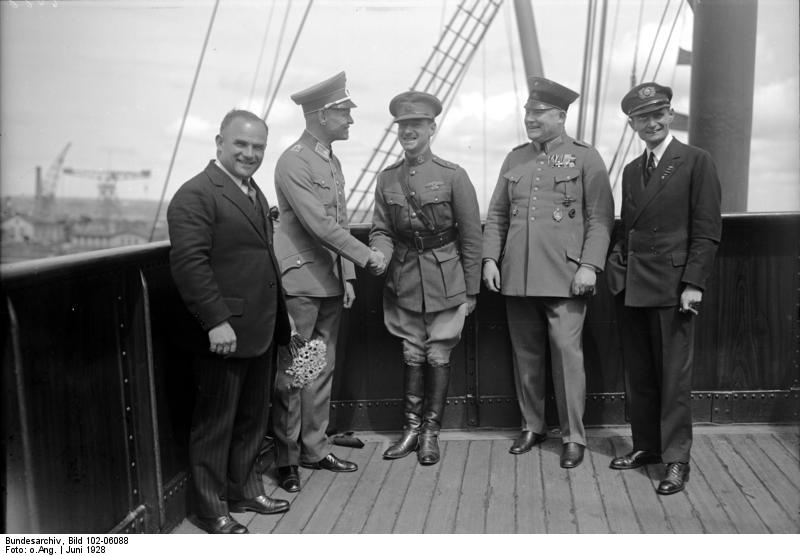
Empfang der Ozeanflieger Hünefeld, Köhl und Fitzmaurice in Bremerhaven

Am Morgen des 12. April 1928 hob die Junkers W 33 Bremen in Baldonnel ab. Nachdem die ersten 15 Flugstunden ruhig verlaufen waren, hatten die Flieger auf der weiteren Strecke mit verschiedenen Tücken zu kämpfen. Hünefeld, der mangels Flugerfahrung nur Passagier war, verbrachte den Flug im Heck des Flugzeugs, wo er mitunter zur Stabilisierung zwischen die eingebauten Tanks kroch. Nach einem aufregenden und gefährlichen, über 36 Stunden dauernden Flug landete Köhl die Bremen am 13. April 1928 an der Südküste von Labrador auf Greenly Island, einer abgelegenen Leuchtturminsel, die zu Kanada zählt. Ihr eigentliches Ziel, New York, hatten die Flieger zwar um viele hunderte Kilometer verfehlt, dennoch war der Nordatlantik erstmals von einem Flugzeug in Ost-West-Richtung überquert worden. Da die Bremen bei der Landung beschädigt worden war und nach der Reparatur der Motor versagte, mussten die Flieger noch einige Tage auf der Leuchtturminsel ausharren. Hünefeld zog sich dabei eine schwere Vergiftung zu. Der Flieger Floyd Bennett, der zur Abholung der Atlantikflieger gestartet war, starb an den Folgen einer Lungenentzündung, so dass sich die Reise der Flieger weiter verzögerte und diese erst am 26. April 1928 nach New York aufbrechen konnten.

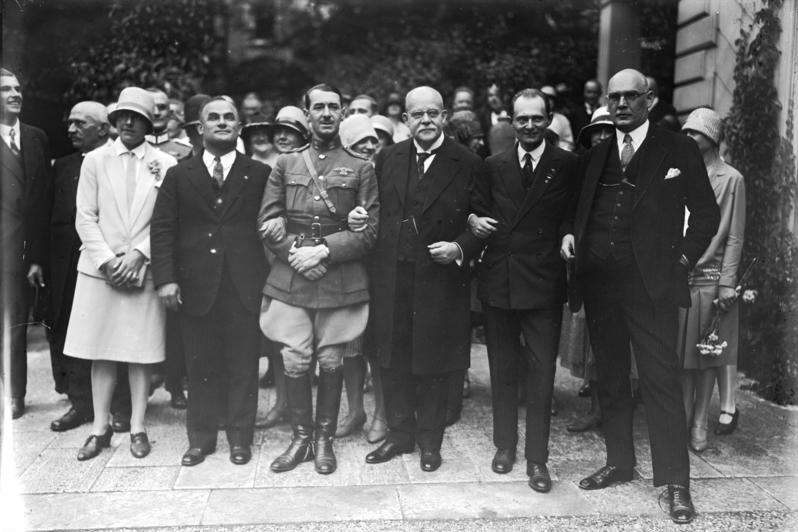
Empfang der Ozeanflieger in Berlin bei Reichskanzler Wilhelm Marx

Die Flieger wurden wochenlang in USA und Kanada gefeiert. Hünefeld hielt dabei am 3. Mai in Washington vor 4000 Deutschamerikanern eine vielbeachtete Rede, in der er den vollbrachten Flug als patriotische Tat im Zeichen der Völkerversöhnung vor dem Hintergrund des erst wenige Jahre zuvor beendeten Weltkrieges bezeichnete. Die Flieger wurden mit der höchsten US-amerikanischen Auszeichnung für Flieger, dem Distinguished Flying Cross, ausgezeichnet und waren zu Gast bei unzähligen Empfängen, wobei sie jedoch kommerzielle Angebote zu Auftritten in Varietés und ähnlichem ausschlugen. Hünefeld betonte stets den völkerverbindenden Charakter des Fluges, sprach auch mehrmals in Kirchen und verausgabte sich bei täglich bis zu sechs Ansprachen völlig. Hermann Köhl wurde noch vor der Rückkehr nach Deutschland von der Luft Hansa rehabilitiert, die im Mai 1928 ihr größtes und neuestes Flugzeug nach ihm benannte. Nachdem das Deutsche Museum in München die Überlassung der Bremen abgelehnt hatte, vermachte Hünefeld die nicht mehr flugtaugliche Maschine dem Stadtmuseum von New York.
Den Rückweg nach Deutschland traten die Flieger vom 8. bis 17. Juni mit dem NDL-Dampfer Columbus an. In Bremen gab es einen großen Empfang für das Trio, das sich danach mit der inzwischen wiederhergestellten Europa, dem Schwesterflugzeug der Bremen, auf einen Europa-Rundflug mit zahlreichen Stationen begab. Der Rundflug wurde von Rudolph Deichmann, einem Freund Hünefelds und früherem Privatsekretär des Kaisers, organisiert und führte neben Berlin, Cottbus, Coburg, München, Hamburg, London und Dublin auch in die Niederlande, wo die Flieger im Haus Doorn den abgedankten Kaiser trafen. Der dortige Besuch wirkte sich jedoch negativ auf den weiteren Verlauf des nach der Rückkehr aus Dublin nur noch von Hünefeld und Köhl absolvierten Rundfluges aus. In Köln wurde deswegen der offizielle Empfang kurzerhand abgesagt. Nach weiteren Stationen in Frankfurt, Nürnberg, Dresden, Danzig, Königsberg, Wien und Budapest endete der Rundflug in Dessau.

### Ostasienflug
Nach dem Ende des Europa-Rundfluges brach Hünefeld im Juli 1928 im Büro zusammen. Er hatte schon während des Rundfluges unter ständigen Schmerzen gelitten, aber den Rundflug unter äußerster Anstrengung durchgehalten. Nun hatte sein Körper kapituliert und er musste sich in Berlin seiner zwölften Operation, einem lebensgefährlichen Eingriff am Blinddarm, unterziehen. Noch im Krankenbett begann er mit den Vorbereitungen eines weiteren Langstreckenfluges, der ihn nach Ostasien führen sollte, wo die Junkers-Werke bei der Mitsubishi-Flugzeugbau-Gesellschaft in Tokio einen Lizenzvertrag abgeschlossen hatten. Hünefeld versprach sich von einem solchen Flug eine ähnliche politische Wirkung wie vom Atlantikflug. Außerdem strebte er an, eine Flugroute nach Ostasien über Indien zu finden, die im Vergleich mit der bereits von anderen Fliegern absolvierten Route über Sibirien besser für den regelmäßigen Luftpostverkehr nutzbar wäre. Abschließend sollte der Pazifik überquert werden. Während seines achtwöchigen Krankenhausaufenthaltes schloss Hünefeld die Vorbereitungen zu diesem Flug weitgehend ab. Er ließ den Motor der Europa mit einem Zusatzkühler und anderem Verdichtungsverhältnis tropentauglich umbauen. Als Pilot konnte er K. G. Lindner, den schwedischen Chefpiloten der (von Junkers mitgegründeten) AB Aerotransport aus Malmö gewinnen, außerdem würde der Junkers-Monteur Lengerich den Flug begleiten.
Kaum aus dem Krankenhaus entlassen, machte sich Hünefeld auf den Weg nach Böblingen, wo er selbst auch den Flugschein zu erwerben versuchte, um beim geplanten Flug nicht nur Passagier, sondern auch Kopilot zu sein. Da zwischen seiner Entlassung aus dem Krankenhaus und dem geplanten Start nur 14 Tage lagen, in denen herbstliche Nebel manche Unterrichtsflüge vereitelten, konnte er nicht die erforderliche Zahl an Flügen absolvieren und erhielt mit Entgegenkommen der württembergischen Regierung lediglich einen Zwischenschein zur Berechtigung als Flugzeugführer.
Der Ostasienflug begann am 19. September 1928 in Berlin und führte zunächst nach Sofia und weiter über Angora, Bagdad, Buschir und Karatschi nach Kalkutta. Dort berechneten die Flieger die benötigte Kraftstoffmenge falsch, so dass sie auf der nächsten Etappe nach Hanoi aus Kraftstoffmangel bei Mandalay notlanden mussten. Durch einsetzende schlechte Witterung verzögerte sich der Weiterflug um zwölf Tage, bevor die Besatzung den Flug über Hanoi, Kanton und Shanghai nach Tokio fortsetzen konnte. Immer wieder gab es neue witterungsbedingte Verzögerungen. Während offizieller Empfänge hielt Hünefeld patriotische Reden. In Kanton sagte er: „Wir wollen nicht als euer Vorbild, nicht als eure Lehrer, nicht als eure Meister, wir wollen als eure Brüder hierherkommen, weil wir am eigenen Leibe erfahren haben, was es heißt, unter fremder Zwangsherrschaft stehen zu müssen, und wir werden auch immer das Gefühl dafür haben, dass nur ein freies Volk mit einem freien Volkstum den Geist des Sports und der internationalen Verständigung pflegen kann.“
Auf der letzten Etappe von Shanghai nach Tokio wurde Hünefeld am Steuer der Maschine von heftigem Fieber und Wahnvorstellungen ergriffen, so dass Lindner mit beherztem Eingreifen den Absturz der Maschine verhindern musste. Gegen Ende der Etappe sah sich Lindner dann wegen dichten Nebels und völliger Orientierungslosigkeit zu einer Notlandung gezwungen. Die Maschine landete nur 17 Meilen von Tokio entfernt, womit der rund 15.000 Kilometer umfassende Flug zu einem glücklichen Ende kam. Hünefeld erhielt die höchste japanische Fliegerauszeichnung und war damit der einzige Mensch, der sowohl diese als auch das amerikanische Distinguished Flying Cross erworben hatte.
Der geplante Weiterflug über den Pazifik musste abgesagt werden. Zwar hatte die japanische Regierung eine zunächst fragliche Startgenehmigung erteilt, doch aufgrund der vielfachen Flugverzögerungen war die Jahreszeit für ein solches Unterfangen schon zu weit fortgeschritten. Seiner Aufgabe beraubt, brach Hünefeld, der sich auf dem Flug nach Ostasien „eigentlich nur noch von Chinin ernährt“ hatte, erneut zusammen. Die Europa vermachte er dem Kaiserlich-Japanischen Aeroclub. Am 30. Oktober 1928 konnte er mit dem Sibirienexpress die Rückreise nach Deutschland antreten, wo er am 18. November 1928 eintraf. Die nachfolgenden Wochen waren mit Empfängen und Vorträgen ausgefüllt, darunter in Dresden, Bremen, Berlin, Potsdam, Stockholm, Göteborg und Malmö. Der Norddeutsche Lloyd erwog die Einrichtung einer Sonderstellung für Hünefeld in der Berliner NDL-Vertretung, wo er sich um die Probleme des Weltluftverkehrs kümmern sollte. Hünefeld war voller Pläne für weitere Pionierflüge. Er beabsichtigte einen Amerikaflug über das Nordpolargebiet und danach die Verwirklichung des verhinderten Pazifikfluges.

### Tod

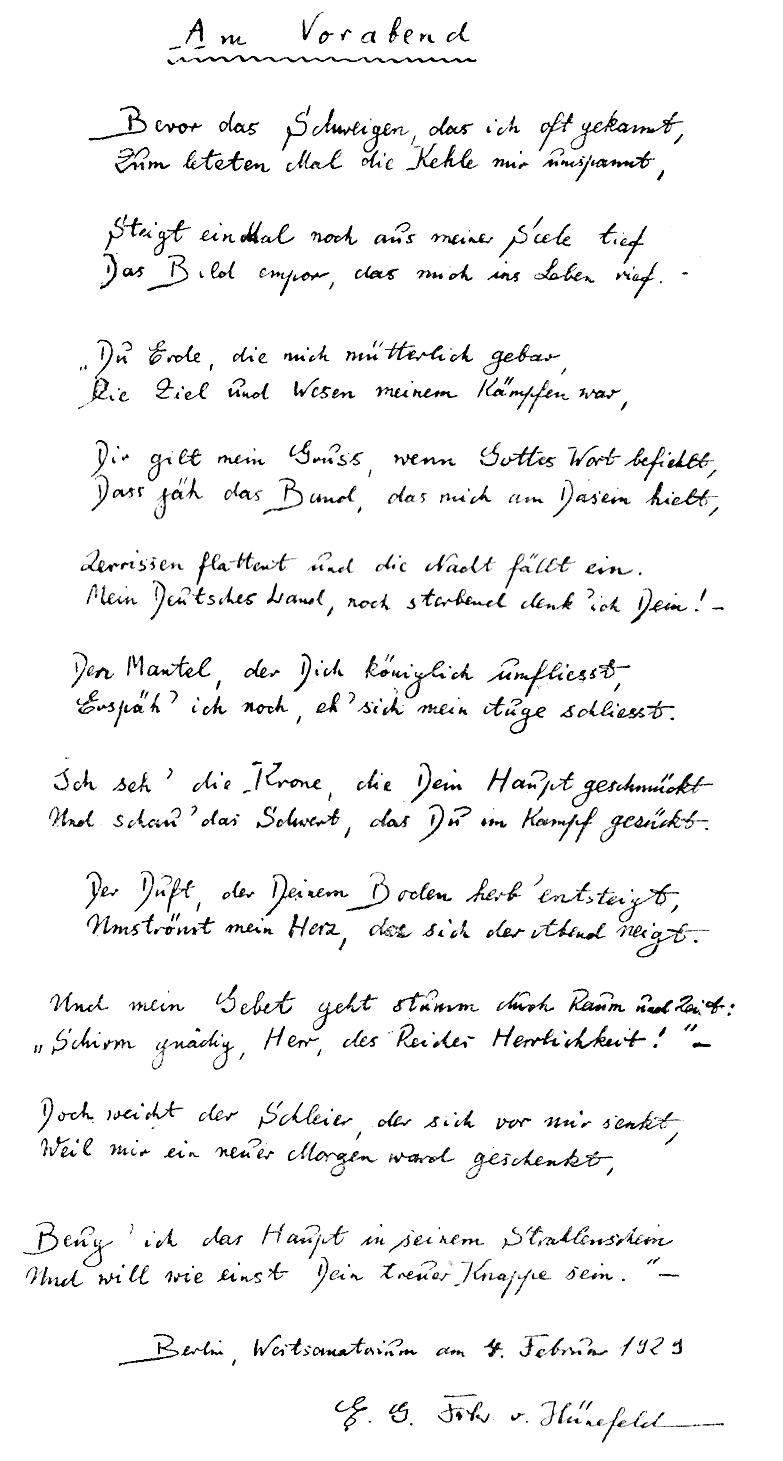
Gedicht Am Vorabend, verfasst am Vorabend seines Todes

Im Dezember 1928 begab er sich wegen seines Magenleidens zur Beobachtung in das Berliner Westsanatorium, wo ihm die Notwendigkeit einer weiteren Operation eröffnet wurde. Um Kraft für die Operation zu schöpfen, fuhr Hünefeld für zehn Tage nach Mittenwald, wo er die ersten ruhigen Tage seit Jahren verbrachte. Am 4. Februar 1929 kehrte er zur Operation ins Westsanatorium zurück. Seiner von ihm geliebten Mutter und seinen Freunden hatte er den Gang ins Sanatorium verschwiegen, um sie nicht zu beunruhigen. Am Abend schrieb er noch einen Brief an die Luft Hansa, in dem er für den Fall seines Todes die Anstellung seines Privatsekretärs Deichmann erbat. Später am Abend schrieb er das Gedicht mit dem bezeichnenden Titel Am Vorabend. Eine Passage lautet: „Du Erde, die mich mütterlich gebar, die Ziel und Wesen meinem Kämpfen war, dir gilt mein Gruß, wenn Gottes Wort befiehlt, daß jäh das Band, das mich am Dasein hielt, zerrissen flattert und die Nacht fällt ein. Mein Deutsches Land, noch sterbend denk ich dein!“ Am folgenden Tag, dem 5. Februar 1929, starb er im Alter von 36 Jahren infolge der Unterleibsoperation.

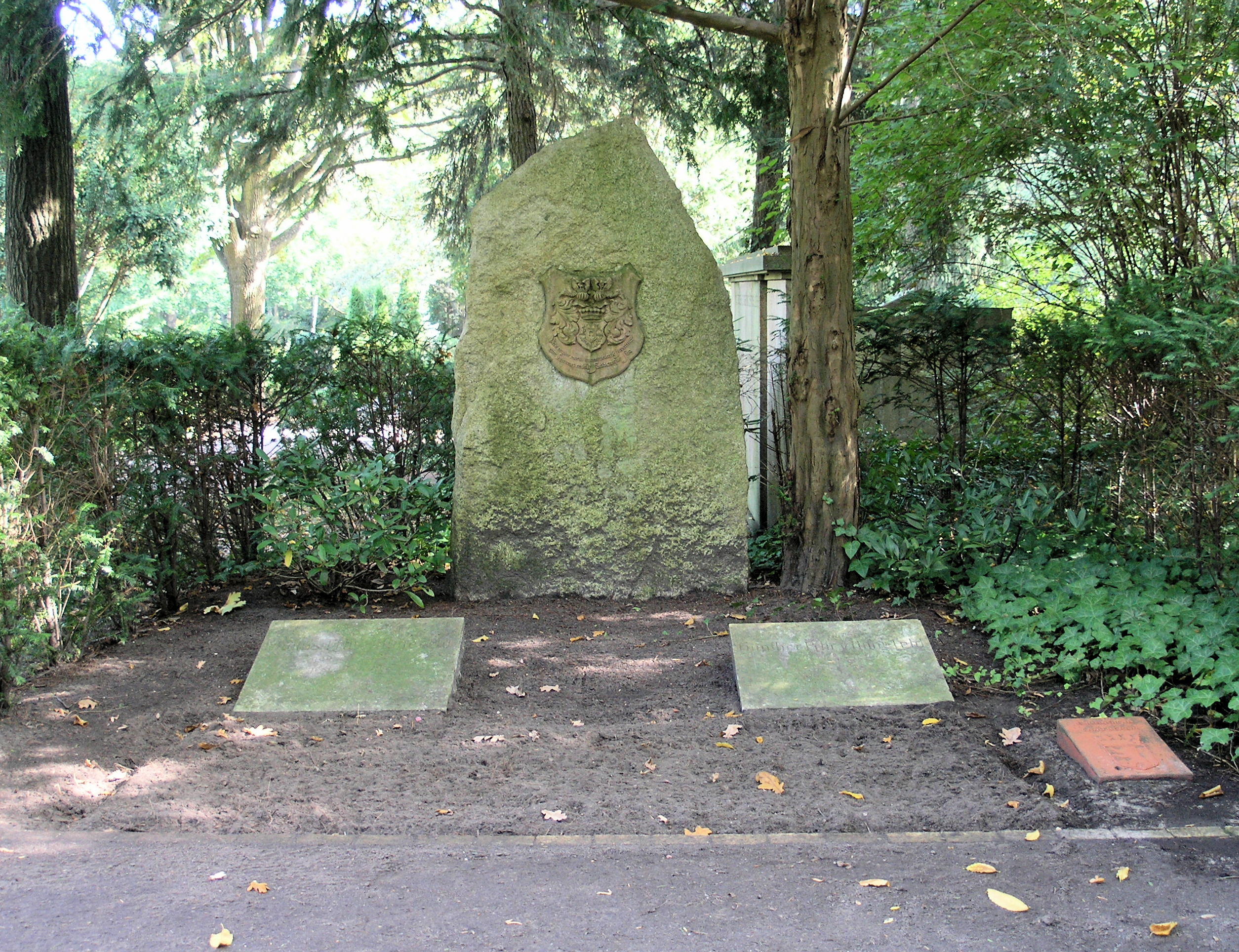
Das Ehrengrab Hünefelds in Berlin-Steglitz

Seine Begräbnisfeier fand am 10. Februar 1929 im Berliner Dom statt. Neben Fliegerkollegen waren auch Vertreter von Reichsregierung und Reichstag erschienen, außerdem Abgesandte des einstigen Kaisers und des Kronprinzen sowie der japanische Botschafter. Nachrufe und Berichte über die Trauerfeier füllten deutsche und internationale Zeitungen. Hermann Köhl schrieb in einem Nachruf: „Dein Dienst an der Heimat ist zugleich Dienst an der Menschheit geworden.“ James C. Fitzmaurice schrieb: „Sein Werk war nicht nur zugunsten seines Landes und seines Volkes, sondern für die Gesamtheit der Menschen.“ K. G. Lindner schrieb: „Hünefeld wurde einer derjenigen, die es sich zur Aufgabe machten, das zurückzugewinnen, was sein Vaterland an Achtung, Freundschaft und Sympathie verloren hatte.“ An vielen Orten fanden Hünefeld-Gedächtnisfeiern statt. Sein Grab auf dem Friedhof Steglitz wurde zum Ehrengrab der Stadt Berlin. Die Grabstätte befindet sich in der Abt. D an der Aussicht links – Erbbegräbnis 165.

## Würdigung

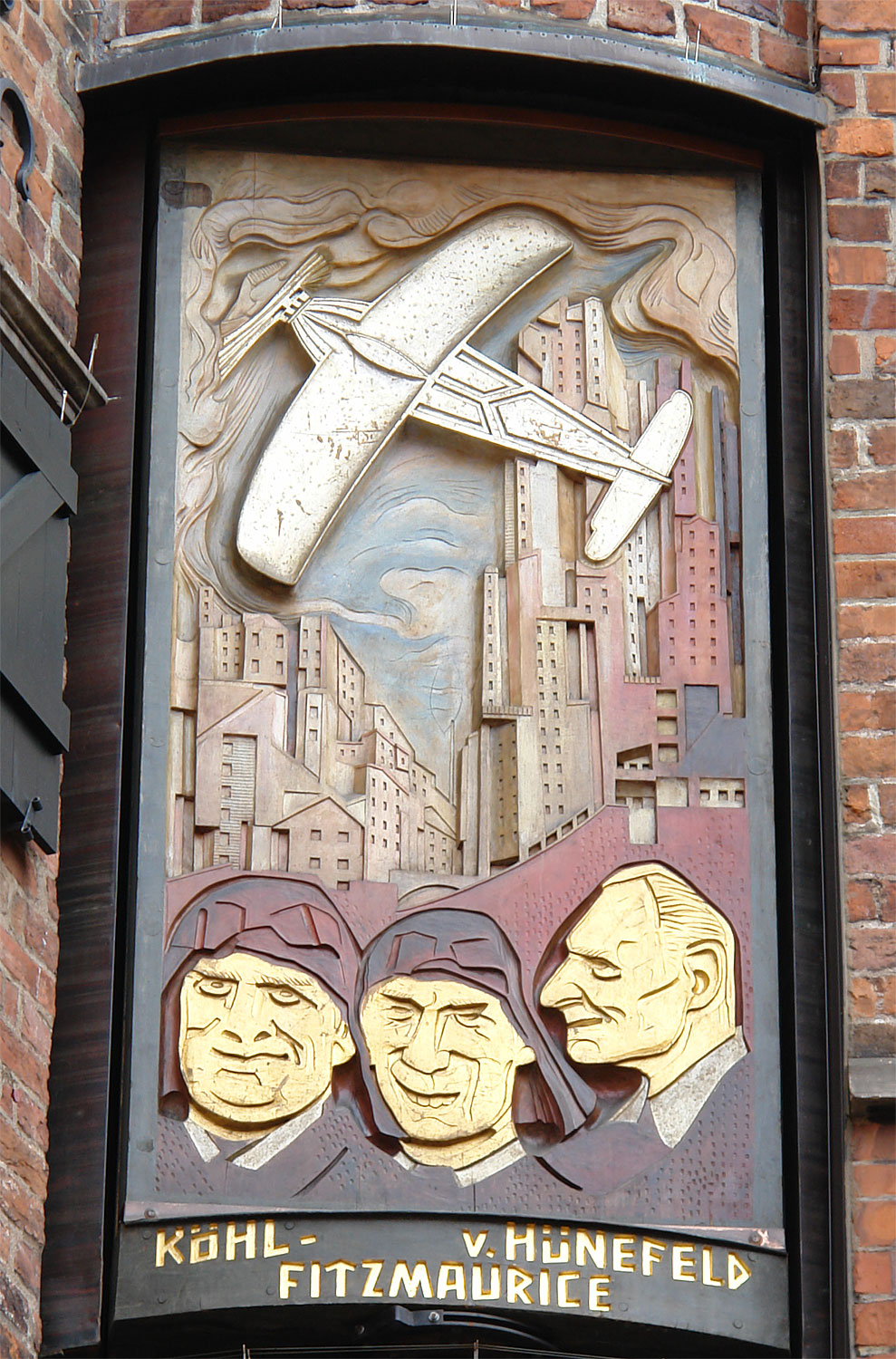
Bildtafel in der Böttcherstraße in Bremen

Das Reichsverkehrsministerium stellte in seinen Räumen eine Hünefeld-Büste auf. 1930 wurde bei der Wiedereröffnung des Flugplatzes in Johannisthal der erste dort neu erbaute Schuppen Hünefeldschuppen getauft. Die Stadt Bremen benannte 1931 eine Straße nach ihm, an der sich der Flughafen Bremen und ein Standort von Airbus befinden. In Dessau-Roßlau führt die Hünefeldstraße zum Flugplatz der ehemaligen Junkerswerke, in Köln befindet sich eine solche Straße in der Nähe des ehemaligen Flugplatzes Butzweilerhof. Weitere Straßen wurden in Kiel-Holtenau, Magdeburg, in Bottrop, Zweibrücken, Ottersleben, 1935 in Wuppertal und in Neu-Ulm nach ihm benannt. In Berlin-Steglitz ist die Hünefeldzeile und in Ulm seit 2002 der Von-Hünefeld-Weg im Wohngebiet Hafenberg im Stadtteil Böfingen nach ihm benannt. Die Deutsche Post hat 2003 eine Briefmarke und ein Fachbuch zu Ehren der Atlantikflieger herausgegeben.
Auf zehn von Bernhard Hoetger 1934 geschaffenen Bildtafeln am Haus des Glockenspiels in der Bremer Böttcherstraße werden die frühen Ozeanbezwinger dargestellt, darunter auf einer der drehbaren Holztafeln Hauptmann Hermann Köhl, Oberst James C. Fitzmaurice und Ehrenfried Günther Frh. von Hünefeld.

## Werke
Neben der Fliegerei war Hünefeld auch als Dramatiker und Lyriker tätig. Er hat mehrere Bühnenstücke und Gedichtbände verfasst. Bis auf die 1927 in den USA uraufgeführte Komödie „Das Karnevalskonzert“ sind seine Bühnenstücke in Zeiten politischer Unsicherheit angesiedelt: das 1926 in Dresden uraufgeführte Drama „Die Furcht vor dem Glück“ spielt 1831 in Frankreich nach dem Sturz Karls X., sein Drama „Retraite“ spielt 1848 zur Zeit der Märzunruhen in Berlin. Seine Gedichte dagegen sind zumeist vaterländischer oder christlicher Natur und haben autobiografische Inhalte. Auch in seinen Beiträgen zum Fliegerbuch „Unser Ozeanflug“ geht Hünefeld in seinen Gedanken während des Atlantikfluges auf seine Biografie ein und nennt Glauben und Patriotismus als Triebfeder seines Tuns.
- Kleine Liedlein, Gedichte, 1916
- Insel der Verbannung, 1920
- Die Symphonie der Einsamen, 1923
- Die Stunde der Entscheidung. Drei Einakter, Franz Leuwer Verlag[7], Bremen 1926
- Das Karnevalskonzert. Komödie, Franz Leuwer Verlag, Bremen 1926
- Die Furcht vor dem Glück. Schauspiel, Franz Leuwer Verlag, Bremen 1927
- Biblische Gestalten und Gesänge. Verlag von G. A. v. Halem, Bremen 1928. Sammelband folgender Einzelwerke:
  - Von Adams Stamm
  - König Saul
  - In heiliger Nacht
  - Die Herodes-Legende
  - Kreuzgang
  - Das Wunder Unserer lieben Frau
  - Pilgers Gebet
  - Gott im Frühling
  - Wie der Heilige Franziskus den Vögeln predigte
  - Ode
  - Die Symphonie des Einsamen
- Unser Ozeanflug, Lebenserinnerungen von Köhl, Fitzmaurice und Hünefeld, Berlin 1928
- Ich schwur einen Eid! Gedichte aus Deutschlands Not, Franz Leuwer Verlag, Bremen 1929
- Vom ewigen Kampf. Gedichte., 1929
- Mein Ostasienflug. Der erste Weltflug Berlin-Tokio. Vollendet und herausgegeben von Alexander Roechling auf Grund von Hünefelds Aufzeichnungen und Berichten von K.G. Lindner, 1929